# David Estañol i Martells
David Estañol i Martells (Badalona, 7 d'agost del 1965) és intèrpret de tenora i compositor de sardanes.
Als 4 anys s'inicia en el món de la música a través de la coral infantil «Veus Alegres» de Badalona. El 1979 ingressà a l'escola de cobla del grup sardanista Marinada, on començà els estudis de tenora amb Josep Colomer. Després passà al Conservatori Superior de Música de Barcelona amb Jaume Vilà. El 1981 fou un dels fundadors de la Cobla Marinada, de la qual és representant i tenora solista. El 2019 va ser homenatjat per la Cobla Marinada.
Com a compositor, ha sigut autor d'una dotzena de sardanes, la majoria enregistrades en disc.
- Un buit a plaça (2000)
- Idil·li d'argent (2001)
- Per sempre (2002)
- Present d'or (a Banyoles) (2002)
- Com a casa (2003)
- Tres violes (2004), dedicada a la Comunitat Marista en el seu centenari a Badalona.[2]
- Companys (2006)
- Mar i palmeres (2007), dedicada al Cor de Marina de Badalona en el seu 125è aniversari.[2]
- Un mar de mans (2008)
- Quinze de quinze (2008)
- Bones arrels (2009)
- Vot de vila (2009)
- Punt contra dansa (2014)